# جيف كامبل (لاعب هوكي الجليد)
جيف كامبل هو لاعب هوكي الجليد كندي، ولد في 9 مايو 1981 في Hensall, Ontario ‏ في كندا.

## وصلات خارجية
- جيف كامبل على موقع دوري الهوكي الوطني (الإنجليزية)
- جيف كامبل على موقع EliteProspects.com (الإنجليزية)
- جيف كامبل على موقع HockeyDB.com (الإنجليزية)